# Caterina Tarabotti
Caterina Tarabotti (1615 - 1693, activa hasta 1690) fue una pintora italiana del período barroco. Nació en Venecia y fue alumna de Alessandro Varotari, al que llamaban Padovin (1588-1649) y de su hermana Chiara (1584-1663 ca). Era hermana de la escritora protofeminista Arcangela Tarabotti. Trabajó principalmente en Vicenza (sus pinturas en la iglesia de San Silvestro fueron destruidas en 1938), donde pintó cuadros históricos. 
Murió en medio de dificultades económicas en el Ospedaletto di San Giobbe de Venecia el 8 de febrero de 1693, a la edad de 78 años.

## Biografía
Fue la penúltima y sexta hija (de 11 hermanos) de Stefano Bernardino (1574-1642) y Maria Cadena (1575-1649). Fue bautizada en la iglesia parroquial de San Pietro in Castello, en el barrio de Castello, Venecia, el 15 de junio de 1615.
En 1617 se trasladó con su familia a vivir al extremo opuesto de Venecia, cerca de San Nicolò dei Tolentini, barrio de Santa Croce, donde su padre regentaba una fábrica de sublimados.
No existe constancia documental de que se formara como pintora, al menos en la documentación familiar. Sin embargo, el pintor Alessandro Varotari fue uno de los padrinos de boda de su hermana Lorenzina con Giacomo Pighetti, el 21 de febrero de 1640, cuando Caterina tenía 25 años.
Nunca llegó a casarse, ya que su familia no se podía permitirse pagarle una dote matrimonial, después de habérsela pagado a su otra hermana Innocenza. En 1647, a la edad de 30 años, se fue a vivir con su hermana Ángela, también soltera, de 40 años, a casa de unos parientes en Venecia, como inquilina. En su testamento, escrito ese mismo año, su madre María Cadena le dejaba una renta anual de 60 ducados, que sería la cantidad necesaria para ingresar en un convento como monja.
De hecho, tanto Caterina como Angela Tarabotti finalmente ingresaron en el convento Corpus Domini de Vicenza el 1 de agosto de 1648. Ángela murió allí en 1685. Caterina dejó el convento el 23 de noviembre de 1650 y pasó una temporada en el convento de Sant'Anna en Castello, donde su hermana, la escritora protofeminista y bien conocida suor Arcangela, murió el 22 de febrero de 1652. Es probable que Caterina se quedara cuidándola.
Durante los años siguientes, Caterina tuvo que luchar por sus posesiones contra su hermano Lorenzo (1610-1661) y los herederos de este. En 1674 vivía en Rio delle Chiovere, donde su sobrino Darío le había alquilado un piso al precio simbólico de 1 ducado al año, por una deuda anterior con ella de 850 ducados.
En 1690, al redactar su testamento, Caterina vivía con su sirviente y heredero en el Ospedaletto di San Giobbe, en medio de dificultades financieras. Tan solo dejó una de sus pinturas a su sobrina nieta Lorenzina Badoer (de soltera Pighetti). Murió el 8 de febrero de 1693, a los 78 años.
En su libro póstumo, La simplicidad engañada, publicado en Leiden, por Elzevier en 1654, suor Arcangela posiblemente escribe sobre su hermana Caterina, al afirmar:
"Que la prueba sea una joven estrechamente relacionada conmigo, dotada de abundante ingenio y talento. En poco tiempo llegó a competir con Apolo en música y poesía, con Apeles en pintura, con Minerva en letras y con la propia naturaleza al esculpir pequeños animales de forma tan realista que, aunque no se muevan ni se vayan volando, uno pensaría que están vivos".
En 1660 Marco Boschini incluyó a Caterina Tarabotti entre los grandes pintores venecianos de su época, junto a Lanzi (Dizionario biografico delle donne illustri, Milán, Bettoni, 1822, vol. III, p. 171). Aparece entre los artistas venecianos del Quinto catalogo de gli pittori di nome che al presente vivono in Venetia, en Venetia città nobilissima et singolare descritta in XIV libri da M. Francesco Sansovino (Venecia, Stefano Curti, 1663, p.23).
Una iglesia en Vicenza que contaba con algunos frescos de Caterina fue destruida durante la Segunda Guerra Mundial. El testamento de Caterina enumera al menos dos pinturas de ella.